# Amália de Zweibrücken-Birkenfeld
Maria Amália Augusta de Zweibrücken-Birkenfeld-Bischweiler (em alemão:  Maria Amalie Auguste; Mannheim, 10 de maio de 1752 – Dresden, 15 de novembro de 1828) foi a última princesa-eleitora e primeira rainha da Saxónia e duquesa de Varsóvia.

## Família
Amália nasceu em Mannheim, filha de Frederico Miguel, Conde Palatino de Zweibrücken e da sua esposa, a condessa Maria Francisca de Sulzbach. Era irmã do conde Maximiliano José que se tornaria mais tarde rei da Baviera.

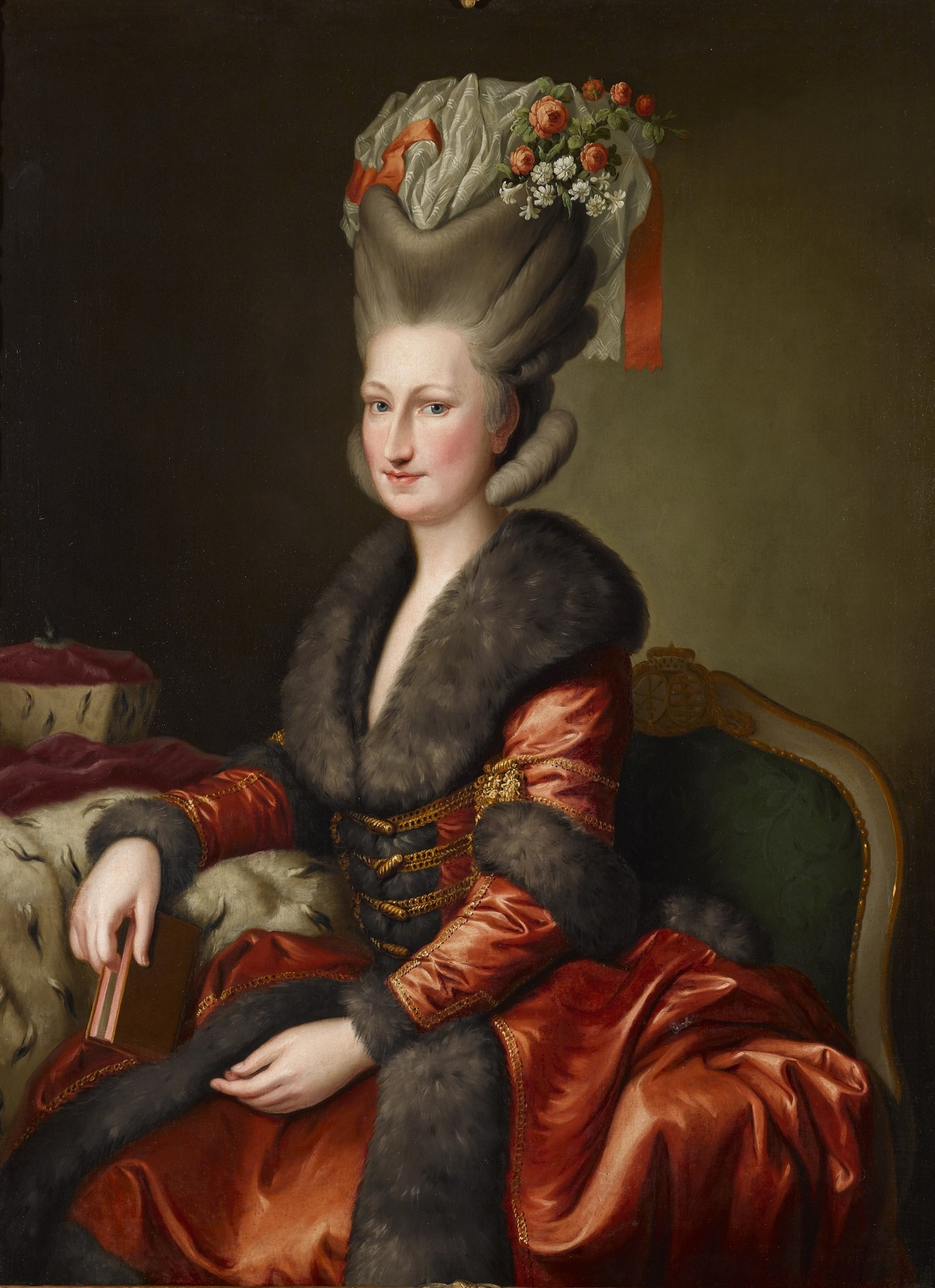
Amália

Era a mulher que deteve a posição mais alta da corte da Saxónia entre 1780 e a sua morte em 1828. A sua cunhada era a princesa Maria Carolina de Saboia, esposa do príncipe António da Saxónia.

## Casamento e descendência
A 29 de janeiro de 1769, Amália casou-se com o príncipe-eleitor da Saxónia, Frederico Augusto III. O casal seria proclamado rei e rainha da Saxónia em 1806. No ano seguinte, Napoleão Bonaparte deu-lhes o título de duque e duquesa de Varsóvia, um principado criado recentemente na Polónia.
Amália teve quatro filhos com o marido, três dos quais nasceram mortos. Apenas uma filha, a princesa Maria Augusta, chegou à idade adulta, mas nunca se casouː
1. Natimorto (nasceu e morreu em 1771);
2. Natimorto (nasceu e morreu em 1775);
3. Maria Augusta da Saxónia (21 de junho de 1782 - 14 de março de 1863), nunca de casou nem deixou descentes;
4. Natimorto (nasceu e morreu em 1797).

Amália morreu a 15 de novembro de 1828, aos 76 anos de idade, e foi enterrada na Hofkirche em Dresden.

## Genealogia
| Amália de Zweibrücken-Birkenfeld | Pai: Frederico Miguel, Conde Palatino de Zweibrücken | Avô paterno: Cristiano III, Conde Palatino de Zweibrücken | Bisavô paterno: Cristiano II, Conde Palatino de Zweibrücken  |
| Amália de Zweibrücken-Birkenfeld | Pai: Frederico Miguel, Conde Palatino de Zweibrücken | Avô paterno: Cristiano III, Conde Palatino de Zweibrücken | Bisavó paterna: Catarina Ágata de Rappoltstein               |
| Amália de Zweibrücken-Birkenfeld | Pai: Frederico Miguel, Conde Palatino de Zweibrücken | Avó paterna: Carolina de Nassau-Saarbrücken               | Bisavô paterno: Luís Crato, Conde de Nassau-Saarbrücken      |
| Amália de Zweibrücken-Birkenfeld | Pai: Frederico Miguel, Conde Palatino de Zweibrücken | Avó paterna: Carolina de Nassau-Saarbrücken               | Bisavó paterna: Filipina Henriqueta de Hohenlohe-Langenburg  |
| Amália de Zweibrücken-Birkenfeld | Mãe: Maria Francisca de Sulzbach                     | Avô materno: José Carlos, Conde Palatino de Sulzbach      | Bisavô materno: Teodoro Eustácio, Conde Palatino de Sulzbach |
| Amália de Zweibrücken-Birkenfeld | Mãe: Maria Francisca de Sulzbach                     | Avô materno: José Carlos, Conde Palatino de Sulzbach      | Bisavó materna: Maria Leonor de Hesse-Rotemburgo             |
| Amália de Zweibrücken-Birkenfeld | Mãe: Maria Francisca de Sulzbach                     | Avó materna: Isabel Augusta Sofia de Neuburgo             | Bisavô materno: Carlos II Augusto, Conde Palatino            |
| Amália de Zweibrücken-Birkenfeld | Mãe: Maria Francisca de Sulzbach                     | Avó materna: Isabel Augusta Sofia de Neuburgo             | Bisavó materna: Luísa Carolina Radziwiłł                     |